# Ceramium virgatum
Espèce
Ceramium virgatum est une espèce d'algues rouges de la famille des Ceramiaceae. 
C’est l’espèce type du genre Ceramium. 